# バーケット男爵
バーケット男爵（英: Baron Birkett）は、イギリスの男爵、貴族。連合王国貴族爵位。裁判官ノーマン・バーケットが1958年に叙されたことに始まる。

## 歴史
法廷弁護士にしてニュルンベルク裁判でイギリス裁判官を務めたサー・ノーマン・バーケット(1883年 - 1962年)は控訴院裁判官を務めたのち、1958年1月31日に連合王国貴族としてランカスター王権伯領におけるウルヴァーストンのバーケット男爵(Baron Birkett, of Ulverston in the County Palatine of Lancaster)に叙された。初代男爵は後年、常任上訴貴族に就任している。彼ののちはその息子マイケルが爵位を継承した。
2代男爵マイケル(1929年 - 2015年)は映画プロデューサーとして活躍した。彼は父の後を襲って貴族院に議席を得て以降、宝くじ収益金を美術品保護に充てる法律の推進者として貴族院にて活動していた。
その子である3代男爵トマス(1982年 - )がバーケット男爵家当主を務めている。

## バーケット男爵（1958年）
- 初代バーケット男爵ウィリアム・ノーマン・バーケット（1883年 - 1962年）
- 2代バーケット男爵マイケル・バーケット（1929年 - 2015年)
- 3代バーケット男爵トマス・バーケット（英語版）（1982年 - ）